# 运山镇
运山镇，是中华人民共和国四川省广元市苍溪县下辖的一个乡镇级行政单位。

## 行政区划
运山镇下辖以下地区：
运山社区、文庙村、宝明村、老君村、双龙村、二龙村、双牌村、义寨村、佛门村、龙井村和秋垭村。